# Aurora, Kansas
Aurora är en ort i Cloud County i Kansas. Vid 2020 års folkräkning hade Aurora 56 invånare.